# Ascensão do Império Otomano
A ascensão do Império Otomano (1299–1453) refere-se ao período que se iniciou com o enfraquecimento do Sultanato Seljúcida de Rum, no final do século XIII, e terminou com o declínio do Império Bizantino e a Queda de Constantinopla em 1453.
A ascensão dos otomanos está relacionada ao declínio do Império Romano, que gerou a mudança de poder na região, que passou de uma sociedade europeia cristã única a uma influência crescente islâmica. O início deste período caracterizou-se pelas guerras bizantino-otomanas, que duraram um século e meio; durante este período o Império Otomano conquistou o controle da Anatólia e dos Bálcãs.
Imediatamente após a fundação dos beilhiques turcos da Anatólia, alguns principados turcomanos se uniram com os otomanos contra os bizantinos. O período de ascensão viu a derrota do Sultanato de Rum contra os mongóis, no século XIII, e foi sucedido pela expansão do Império Otomano (1453-1683) - um período marcado pela Pax Ottomana, a estabilidade social e econômica atingida nas províncias conquistadas pelo império.

## Anatólia antes do domínio otomano
As origens dos otomanos remontam ao século XI, quando alguns pequenos emirados islâmicos de origem turcomana e de natureza nômade - chamados beilhiques - passaram a ser fundados em diferentes partes da Anatólia. Seu principal papel foi o de defender as regiões fronteiriças seljúcidas do Império Bizantino - um papel que foi reforçado pela migração de muitos turcos à Ásia Menor. Em 1073, no entanto, após a vitória do Sultanato Seljúcida de Rum sobre os bizantinos na Batalha de Manzicerta, os beilhiques viram a oportunidade de sobrepujar a autoridade seljúcida e declarar abertamente sua soberania.
Embora o Império Bizantino tenha continuado a existir por quatro séculos, e as Cruzadas acabassem por complicar a questão por algum tempo, a vitória em Manzicerta assinalou o início do domínio turcomano da Anatólia. O enfraquecimento subsequente dos bizantinos e a rivalidade política entre o Sultanato de Rum e o Califado Fatímida do Egito e do sul da Síria foram os fatores principais a ajudar os beilhiques a se aproveitar da situação e unir seus principados.
Entre estes principados estava uma tribo chamada Sögüt, fundada e liderada por Ertogrul, que se instalou no vale do rio Sangário. Quando Ertogrul morreu, em 1281, seu filho Osmã tornou-se seu sucessor; pouco tempo depois, Osmã se declarou sultão, e fundou a dinastia otomana, tornando-se o primeiro Sultão do Império Otomano (em 1299).